# Ganja
Ganja — студійний альбом гурту The ВЙО.

## Пісні
1. Ґанжа
2. Танцюй з нами
3. Благополюшно
4. Кохана моя
5. Дансові манси
6. Пийте горілку
7. Справа майстра бо
8. Ґанґа
9. Не кажи вйо
10. У гаю
11. Голоси
12. Різдвяна (тук-тук-тук)
13. Бджола
14. Космішна
15. Зорі
16. Мануна
17. Ґанжа (ріалтон)
18. Каляки-маляки (Полтавщині)